# Ciclón Vayu
La tormenta ciclónica severa Vayu es un ciclón tropical rque se está fortaleciendo a medida que se desplaza de norte a noroeste sobre el mar de Arabia oriental. Actualmente afecta a Lakshadweep y la costa occidental de la India, y anteriormente afectó a las Maldivas del norte. Vayu fue la tercera depresión tropical y tormenta ciclónica de la temporada de ciclones en el Índico Norte de 2019, la primera de las cuales se formó en el mar Arábigo. Los orígenes de Vayu se formó cuando era una depresión a principios del 10 de junio en el mar Arábigo, justo al noroeste de las Maldivas, y el IMD le dio a la tormenta el identificador ARB 01. A medida que el sistema avanzaba hacia el norte, se fortaleció gradualmente, convirtiéndose en una profunda depresión, antes de intensificarse aún más en tormenta ciclónica que fue asignada como Vayu más tarde ese día.

## Historia meteorológica

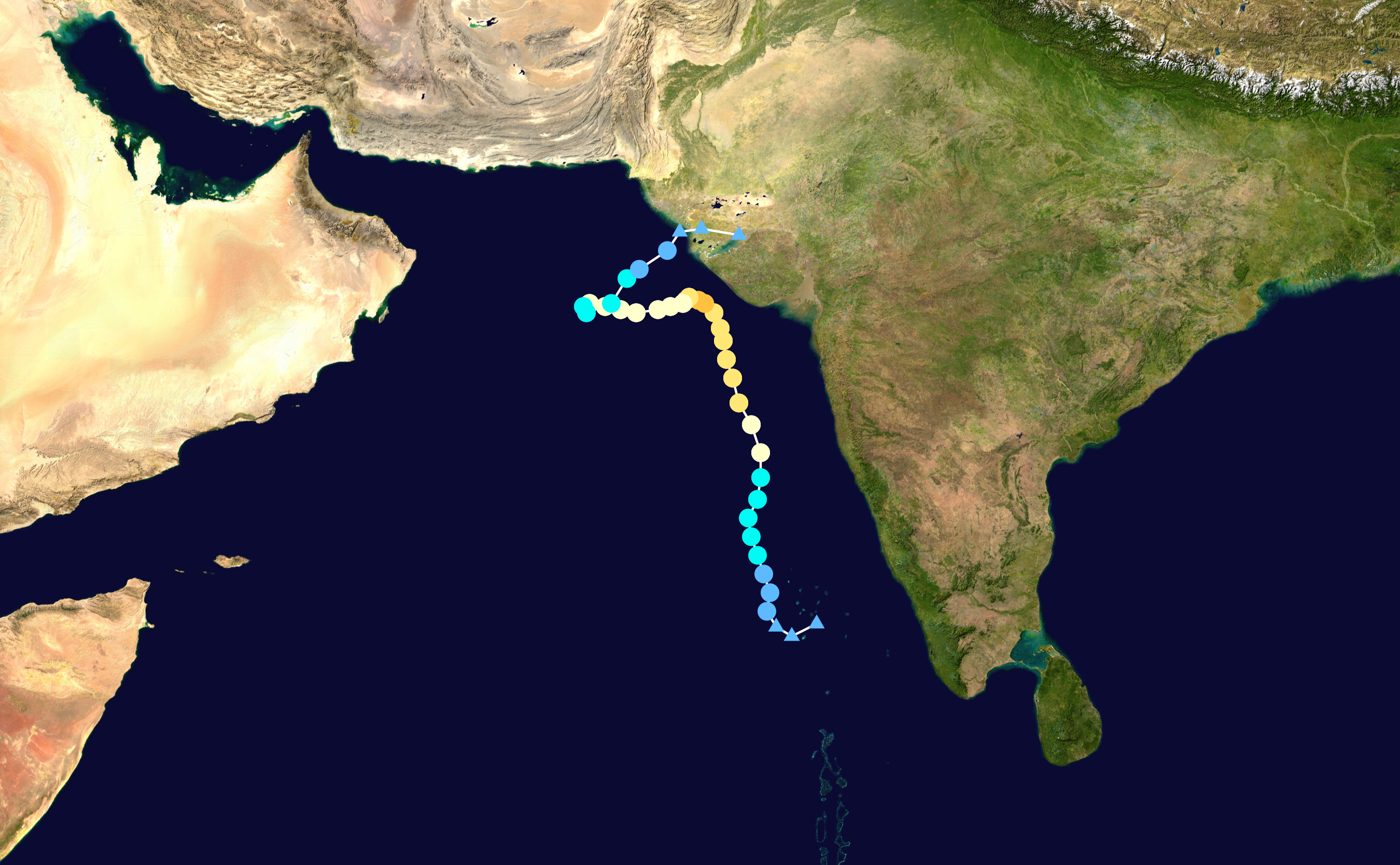
Mapa que traza la trayectoria y la intensidad de la tormenta, de acuerdo con la escala de huracanes de Saffir-Simpson.